# Rubus nemoralis
Rubus nemoralis — вид квіткових рослин з родини трояндових (Rosaceae). Ареал: Бельгія, Північна Чехія, Данія, Німеччина, Велика Британія, Ірландія, Нідерланди, Норвегія, Польща; вид інтродуковано до деяких інших країн Європи, до Канади, США, Австралії, Нової Зеландії.
Цей вид у Польщі зустрічається виключно в південно-західній частині Польщі.